# (15264) Delbrück
(15264) Delbruck, désignation internationale (15264) Delbrück, est un astéroïde de la ceinture principale.

## Description
(15264) Delbruck est un astéroïde de la ceinture principale. Il fut découvert le 11 octobre 1990 à Tautenburg par Freimut Börngen et Lutz Dieter Schmadel. Il présente une orbite caractérisée par un demi-grand axe de 2,43 UA, une excentricité de 0,13 et une inclinaison de 2,3° par rapport à l'écliptique.

## Compléments